# Орлов, Артём Александрович
Артём Александрович Орлов (1923—2007) — советский инженер-электрик и организатор производства. Директор Рязанского завода электронных приборов Министерства электронной промышленности СССР. Герой Социалистического Труда (1971).

## Биография
Родился 13 февраля 1923 года в городе Рязань в семье служащих. 
В 1941 году после начала Великой Отечественной войны призван в ряды Рабоче-крестьянской Красной армии и добровольцем направился на фронт. После окончания военной подготовки в Гороховецком лагере участвовал в Великой Отечественной войне в составе 204-го отдельного лыжного батальона. После окончания курсов шифровальщиков, служил в должности помощника начальника штаба 713-го батальона аэродромного обслуживания 4-й воздушной армии. Воевал на Северо-Западном фронте. За время войны был награждён двумя медалями «За боевые заслуги». После войны продолжил службу в рядах Советской армии, закончив службу в 1948 году в должности помощника начальника отдела штаба 269-й истребительной авиационной дивизии. 
С 1948 года — старший инструктор Луганской школы фабрично-заводского обучения и  Луганского ремесленного училища. С 1951 по 1954 год обучался в Рязанском  электровакуумном техникуме. С 1954 года работал сменным инженером и председателем заводского комитета профсоюза на Рязанском электроламповом заводе. С 1956 по 1961 год — секретарь партийного комитета Рязанского электролампового завода. С 1961 по 1964 год — первый секретарь Октябрьского районного комитета КПСС города Рязани. 
В 1964 году закончил вечернее отделение Рязанского радиотехнического института, по окончании которого получил квалификацию инженера-электрика. 
С 1965 по 1971 год работал в должности директора Рязанского завода электронных приборов. Под руководством А. А. Орлова за заслуги перед государством Указом Президиума верховного Совета СССР Рязанский завод электронных приборов был награждён орденом Октябрьской революции и заводу было присвоено имя Ленинского комсомола. 
26 апреля 1971 года «закрытым» Указом Президиума Верховного Совета СССР «за выдающиеся заслуги в выполнении пятилетнего плана, создании новой техники и развитии электронной промышленности» Артём Александрович Орлов был удостоен звания Героя Социалистического Труда с вручением Ордена Ленина и золотой медали «Серп и Молот». 
С 1971 по  1979 год работал в должности заведующего сектором электронной промышленности Отдела оборонной промышленности ЦК КПСС. С 1979 по 1981 год — руководитель Управления кадров и учебных заведений Министерства электронной промышленности СССР.
Помимо основной деятельности занимался и общественно-политической работой: был членом Рязанского областного и Рязанского городского комитетов КПСС, в 1971 году избирался делегатом XXIV съезда КПСС.
С 1981 года на пенсии, пенсионер союзного значения. 
Скончался 28 апреля 2007 года в Москве, похоронен на Николо-Архангельском кладбище. 

## Награды
- Медаль «Серп и Молот» (26.04.1971)
- Орден Ленина (26.04.1971)
- Орден Отечественной войны 2-й степени (11.03.1985)[3]
- Орден Трудового Красного Знамени (29.07.1966)
- Медаль «За боевые заслуги»  (30.12.1944; 29.09.1947)
- Медаль «За победу над Германией в Великой Отечественной войне 1941—1945 гг.»